# بادام سوخته

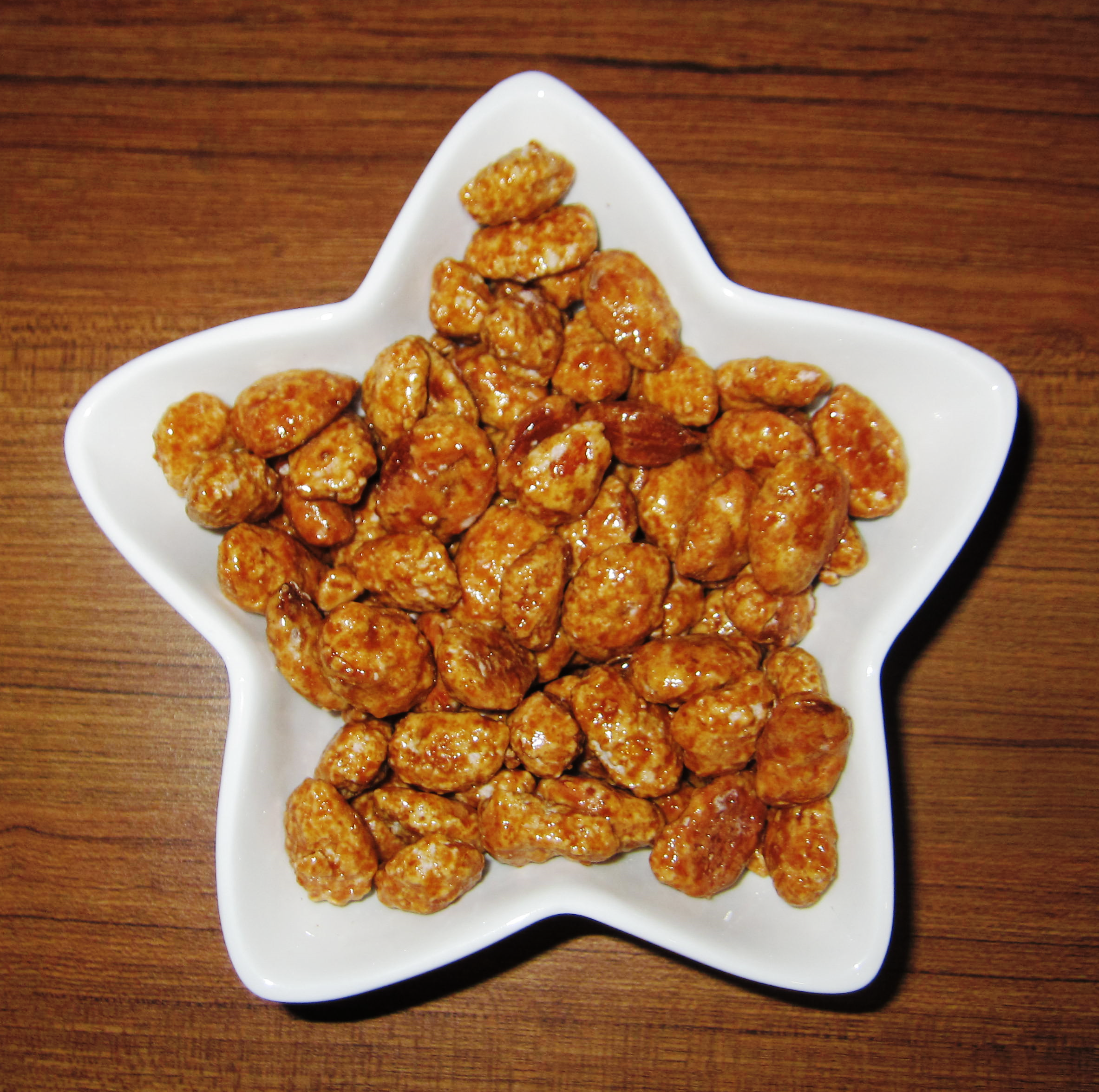
نگاره بادام سوخته

بادام سوخته نوعی شیرینی ایرانی و ره‌آورد استان کردستان  است.

## طرز تهیه
طرز تهیه آن بدین شرح است: بادام و شکر را مخلوط می‌کنند و در ظرفی می‌ریزند و ۴ قاشق سوپخوری آب در آن ریخته و ظرف را روی آتش می‌گذارند تا شکر طلائی شود سپس بادام و شکر را روی غربال می‌ریزند تا سرد شود و سپس بادام را با دست از شکر جدا می‌کنند و سپس شکر را دوباره در ظرفی ریخته و روی آتش می‌گذارند تا آب شده و به شکل کارامل بدست آید. بادام را در شکر کارامل شده ریخته و بهم می‌زنند تا مخلوط شود سپس مخلوط بادام و کارامل را روی یک سینی مسی ریخته و با قاشق از هم جدا می‌کنند. در ضمن برای درست کردن آن می‌توان به جای شکر از عسل نیز استفاده کرد.